# Ratio Decimarum
La Ratio Decimarum era il registro delle decime che venivano riscosse dagli enti ecclesiastici.
Questo registro quindi permette di avere numerose informazioni sia sulle parrocchie, sia sui singoli paesi, contenendo indirettamente dati storici sull'esistenza degli stessi.